# Heliantheae
Helianthus annuus
Tribu
Classification phylogénétique
Heliantheae est la plus connue et troisième plus grande tribu de la famille des tournesols, les Asteraceae, avec 190 genres et près de 2 500 espèces reconnues. Son nom est une variante du variante du genre Hélianthe, grec ancien pour fleur du soleil. La plupart de ses plantes se trouvent dans le Nouveau monde, principalement au Mexique. Quelques espèces se retrouvent cependant dans les zones tropicales de tous les continents.
La plupart de ces plantes sont des herbes ou des arbrisseaux, certaines peuvent toutefois atteindre la taille d'arbustes. Les feuilles sont généralement couvertes de poils et placées en paire opposées, les anthères noircies.

## Utilisations

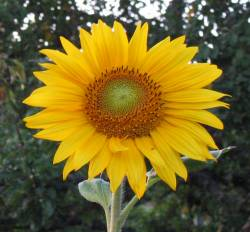
Tournesol.

Outre les tournesols et les topinambours, de nombreuses Heliantheae sont commercialisées à grande échelle : Coreopsis, Echinacea, Cosmos, Rudbeckia et Zinnia.
Les adventices peuvent également poser des problèmes pour l'agriculture. Les ambroisies produisent une grande quantité de pollen, un milliard de grains sur une saison par plante, disséminés par le vent. Hautement allergène, c'est la première cause du rhume des foins.

## Sous-tribus et genres représentatifs
La taxonomie traditionnelle des Heliantheae date du XIXe siècle et du classement de Cassini des Asteraceae. Certains auteurs divisèrent par la suite cette tribu en plus petites : Bahieae, Chaenactideae, Coreopsideae, Helenieae, Heliantheae stricto sensu, Madieae, Millereae, Perityleae, Polymnieae, et Tageteae. Les Eupatorieae provenant également des Helientheae, le respect d'une taxonomie monophylétique demande soit de diviser les Heliantheae en tribus plus petites, soit de considérer les Eupatorieae comme une sous-tribu des Heliantheae,.
Dans son nouveau classement de 1981, Harold Ernest Robinson divise le groupe en 35 sous-tribus :
- Ambrosiinae (dont les ambroisies)
- Baeriinae
- Chaenactidinae
- Clappiinae
- Clibadiinae
- Coreopsidinae (dont les Coreopsis, Cosmos)
- Coulterellinae
- Desmanthodiinae
- Dimeresiinae
- Ecliptinae
- Engelmanniinae (dont les Silphium)
- Enhydrinae
- Espeletiinae
- Fitchiinae
- Flaveriinae
- Gaillardiinae
- Galinsoginae (dont les Hidalgoa)
- Guardiolinae
- Helianthinae (dont les tournesols)
- Heptanthinae
- Hymenopappinae
- Jaumeinae
- Lycapsinae
- Madiinae
- Marshalliinae
- Melampodiinae
- Milleriinae
- Montanoinae
- Neurolaeninae
- Pectidinae
- Peritylinae
- Pinillosinae
- Polymniinae
- Rudbeckiinae (dont les échinacées et Rudbeckies)
- Varillinae
- Zaluzaniinae
- Zinniinae (dont les Zinnia)